# Hibernian FC
 Der er for få eller ingen kildehenvisninger i denne artikel, hvilket er et problem. Du kan hjælpe ved at angive troværdige kilder til de påstande, som fremføres i artiklen.

Hibernian FC er en skotsk fodboldklub som hører til i bydelen Leith i Edinburgh. Hibernian FC har et mangeårigt arvefjendeforhold til Hearts, som ligeledes er hjemmehørende i Edinburgh. Forholdet mellem Hibernian FC og Hearts kan sammenlignes med forholdet mellem de to Glasgow-klubber Celtic og Rangers. Hearts har fra gammel tid været den protestantiske klub, mens Hibernian var den katolske. Tilhørsforholdet er i dag mere afhængig af geografi end af religion. Holdets fans kaldes ofte for Hibs eller Hibees.
Klubben var i starten af 90'erne truet af lukning som følge af økonomiske problemer, og det var på tale at rivalerne fra Hearts skulle overtage klubben. Dette blev mødt med massiv modstand fra holdets fans, og det lykkedes at redde klubben. I kampen for at redde klubben skrev bandet The Proclaimers sangen "Sunshine on Leith", som i dag synges af holdets fans efter sejre over lokalrivalerne fra Hearts samt efter sejre i andre betydningsfulde kampe.
Klubben har en meget stor fanbase i både Edinburgh og resten af verden grundet klubbens lange historie, traditioner og konstante kamp trods meget svingende sportslige resultater. Klubben har flere tilhængere i Norden og i Danmark. Af kendte Hibernian-tilhængere kan blandt andet nævnes tennisspilleren Andy Murray.
Klubben har vundet det skotske mesterskab tre gange og har nået til semifinalen i UEFA-cuppen. Hibernians hjemmebane hedder Easter Road.
OB mødte i 2005 Hibernian i Intertoto-cuppen, da de i tredje runde vandt samlet over to kampe.
Hibernian FC vandt i sæsonen 2015-2016 den skotske cup for første gang siden 1902 med en sejr på 3-2 over Rangers på Hampden Park. Pokaltitlen blev fejret af mere end 150.000 Hibernian-fans i Edinburgh dagen efter pokalsejren.
Klubben mødte i sommeren 2016 Brøndby i Europa League. Mens Brøndby vandt opgøret på Easter Road med 1-0, vandt Hiberinan med de samme cifre i Brøndby. Brøndby gik videre efter en afgørelse på straffespark.

## Historiske slutplaceringer
| Sæson     | Niveau | Liga         | Placering | Kilde  |
| --------- | ------ | ------------ | --------- | ------ |
| 2025–2026 | 1.     | Premiership  | .         | [ 1 ]  |
| 2024–2025 | 1.     | Premiership  | 3.        | [ 2 ]  |
| 2023–2024 | 1.     | Premiership  | 8.        | [ 3 ]  |
| 2022–2023 | 1.     | Premiership  | 5.        | [ 4 ]  |
| 2021–2022 | 1.     | Premiership  | 8.        | [ 5 ]  |
| 2020–2021 | 1.     | Premiership  | 3.        | [ 6 ]  |
| 2019–2020 | 1.     | Premiership  | 7.        | [ 7 ]  |
| 2018–2019 | 1.     | Premiership  | 5.        | [ 8 ]  |
| 2017–2018 | 1.     | Premiership  | 4.        | [ 9 ]  |
| 2016–2017 | 2.     | Championship | 1.        | [ 10 ] |
| 2015–2016 | 2.     | Championship | 3.        | [ 11 ] |
| 2014–2015 | 2.     | Championship | 2.        | [ 12 ] |
| 2013–2014 | 1.     | Premiership  | 11.       | [ 13 ] |
| 2012–2013 | 1.     | Premiership  | 7.        | [ 14 ] |
| 2011–2012 | 1.     | Premiership  | 11.       | [ 15 ] |
| 2010–2011 | 1.     | Premiership  | 10.       | [ 16 ] |